# Lillabborrtjärnen (Ströms socken, Jämtland)
Lillabborrtjärnen är en sjö i Strömsunds kommun i Jämtland och ingår i Ångermanälvens huvudavrinningsområde.